# Elezioni europee del 1999 in Austria
Le elezioni europee del 1999 in Austria si sono tenute il 13 giugno.

## Risultati
| Liste  | Liste                               | Gruppo    | Voti      | %     | Seggi |
| ------ | ----------------------------------- | --------- | --------- | ----- | ----- |
|        | Partito Socialdemocratico d'Austria | PSE       | 888.338   | 31,71 | 7     |
|        | Partito Popolare Austriaco          | PPE-DE    | 859.175   | 30,67 | 7     |
|        | Partito della Libertà Austriaco     | NI        | 655.519   | 23,40 | 5     |
|        | I Verdi                             | Verdi/ALE | 260.273   | 9,29  | 2     |
|        | Forum Liberale                      | -         | 74.467    | 2,66  | -     |
|        | Altri                               | -         | 63.581    | 2,27  | -     |
| Totale | Totale                              | Totale    | 2.801.353 |       | 21    |